# José Ibáñez Martín

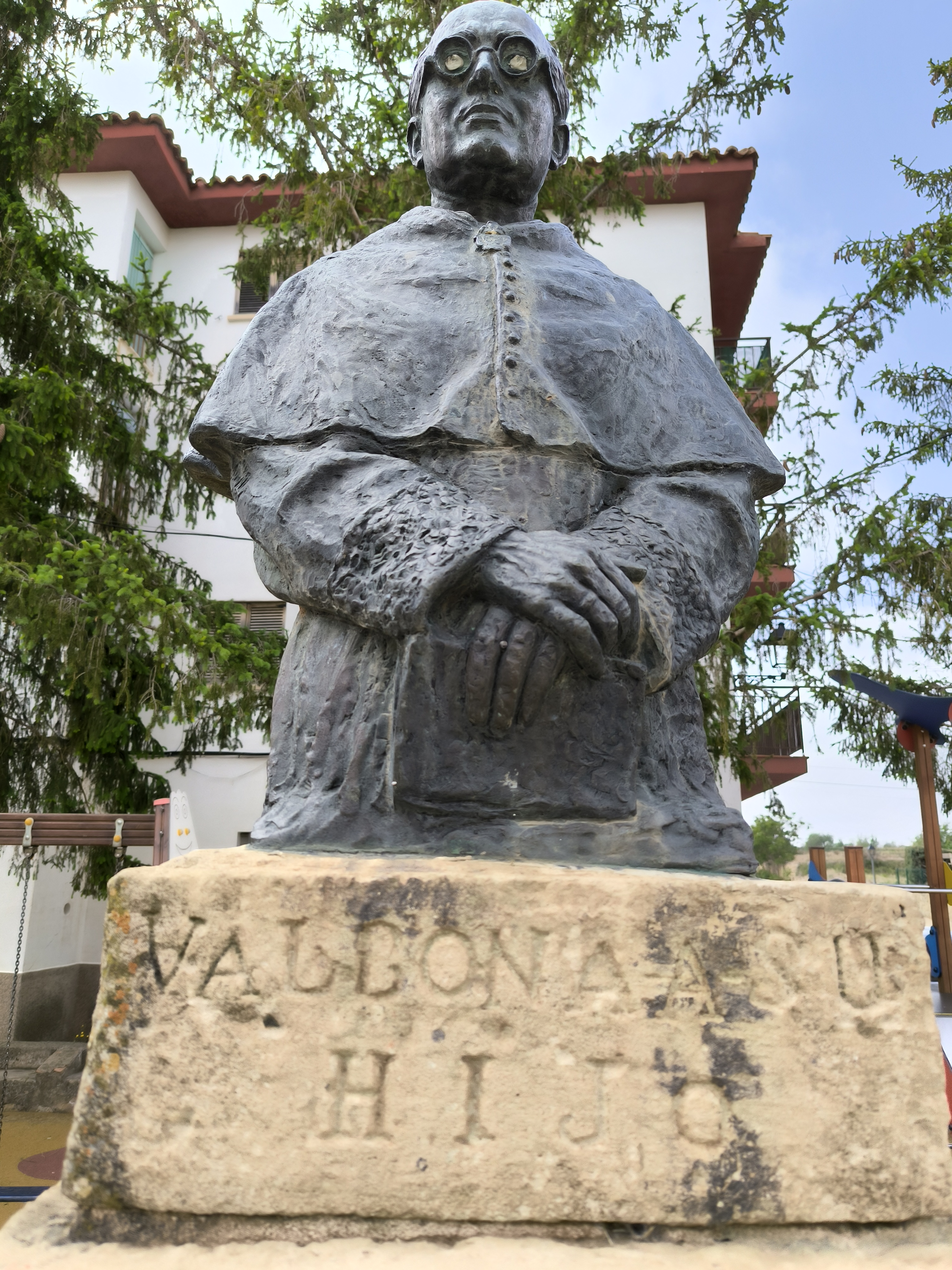
Monument al fill predilecte José Ibáñez Martín a Valbona, Terol

José Ibáñez Martín, comte consort de Marín, (Valbona, Terol, 18 de desembre de 1896 - Madrid, 21 de desembre de 1969) va ser ministre d'Educació d'Espanya durant el règim franquista i el primer president del Consell Superior d'Investigacions Científiques.

## Biografia

### Carrera

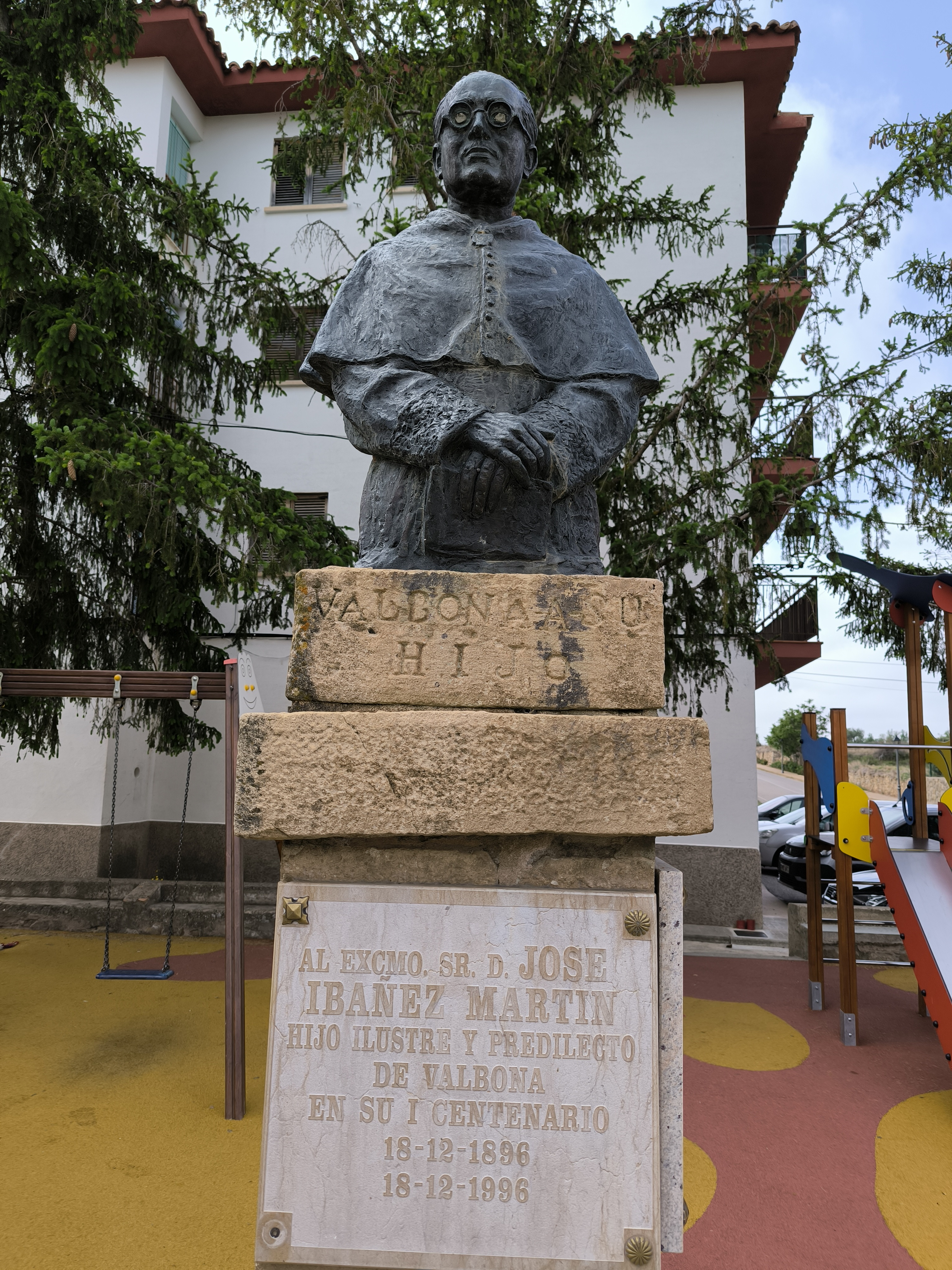
Monumento a José Ibáñez Martín en Valbona

Llicenciat i Premi Extraordinari en Dret i Filosofia i Lletres per la Universitat de València, va ser catedràtic de Geografia i Història a l'Institut de San Isidro de Madrid. Era membre de l'Associació Catòlica Nacional de Propagandistes. Va col·laborar amb el dictador Primo de Rivera, va estar lligat a Acción Española i cofundador de la revista del mateix nom.
Quan va esclatar la Guerra Civil havia estat president de la Diputació de Múrcia i diputat en les Corts Espanyoles de la II República per la Confederació Espanyola de Dretes Autònomes. Vinculat a la revolta de l'exèrcit franquista des del principi, es va ocupar de representar els interessos de la dictadura en Hispanoamèrica.
La seva esposa era María dels Ángeles Mellado y Pérez de Meca, I comtessa (pontifícia) de Marín (1909-2004). La seva filla María del Pilar es va casar amb el futur president del Govern, Leopoldo Calvo-Sotelo.

### Dictadura
Durant la Dictadura de Primo de Rivera fou membre de l'Assemblea Nacional Consultiva, elegit com a Representant de la Diputació de Múrcia. Va obtenir 10 dels 11 vots emesos.

### Ministre d'Educació Nacional i President del CSIC
Després de la destitució de Pedro Sainz Rodríguez, va exercir el càrrec de Ministre d'Educació Nacional entre 1939 i 1951. Durant aquest període, va aplicar la política de sotmetre l'educació espanyola als interessos del règim i de l'Església Catòlica, va continuar la depuració del Magisteri espanyol.
El 1939, va anar també nomenat primer President del Consell Superior de Recerques Científiques, organisme que va substituir a l'anterior Junta per a l'Ampliació d'Estudis i Recerques Científiques del període monàrquic i republicà, integrant-hi altres centres de recerca abans dispersos. L'esperit que ho animava va quedar expressat en aquestes paraules del seu discurs inaugural:
| « | Volem una ciència catòlica. Liquidem, per tant, en aquesta hora, totes les heretgies científiques que van assecar i esgotaren els llits de la nostra genialitat nacional i ens van sumir en l'atonia i la decadència. […] La nostra ciència actual, en connexió amb la que als segles passats ens va definir com a nació i com a imperi, vol ser abans de res catòlica. | » |

En cessar en el càrrec, el 1967, seria nomenat President d'Honor vitalici.

### Altres càrrecs
Ibáñez fou també Procurador en Corts, President de la Comissió de Justícia, i President del Consell d'Estat. A partir de 1958 seria ambaixador d'Espanya en Portugal, fins a la seva jubilació el 1969. Era Membre Numerari de la Reial Acadèmia de Jurisprudència i Legislació, de la Reial Acadèmia de Belles Arts de Sant Ferran i de la Reial Acadèmia de Ciències Morals i Polítiques.
Va ser també nomenat Doctor «Honoris causa» per la Universitat Catòlica de Santiago de Xile (1938), la Universitat de Sevilla (1956), la Universitat d'Oviedo (1960) i la Universitat Pontifícia de Salamanca (1966).